# Zonă de operații (militare)
O zonă de operații constituie o porțiunea de teritoriu ce dispune de o delimitare geografică precisă, de anumite resurse umane și economice, în care, se duc acțiuni militare cu caracter de omogenitate și relativă independență de către o mare unitate strategică sau de către una sau mai multe mari unități operative. De regulă, o zonă de operații cuprinde două sau mai multe direcții operative. Altfel spus, aceasta reprezintă, din punct de vedere militar, o suprafață de teren determinată de elemente fizico-geografice semnificative de genul lanțurilor muntoase, fluviilor ori râurilor mari sau țărmurilor maritime și de frontiera de stat, care, facilitează ducerea operațiilor cu una sau două mari unități operative de tipul unei armate sau a unui corp de armată, care cooperează strâns.

## Caracteristici
Delimitare unei astfel de zone ține astfel cont de necesitatea și posibilitățile ducerii luptei și acțiunilor militare în mod unitar și în cooperare, în aceste locuri, de direcțiile de acțiune ale inamicului, de obiectivele importante existente în anumite compartimente de teren și este condiționată de necesitatea atingerii unor obiective operative și strategice ale războiului, precum și de alte elemente.
O zonă de operații include obiective de importanță strategică și operativă a căror menținere influențează în mod substanțial desfășurarea apărării strategice și ducerea unei ofensive capabilă să elibereze teritoriul național. Aceste obiective sunt fie politico-administrative ori economice, fie elemente existente sau prevăzute a se pregăti pentru apărare, de tipul fortificațiilor, comunicațiilor, aeroporturilor, sau amenajărilor hidrotehnice.

## Zone de operații în România
Din punct de vedere al perspective geografiei militare, România face parte din Teatrul de Operații Sud-Est European, iar pe teritoriul statului român se delimitează patru zone de operații:
- Zona de operații de vest
- Zona de operații de sud
- Zona de operații de sud-est
- Zona de operații de est